# 東近江市総合運動公園布引陸上競技場
東近江市総合運動公園布引陸上競技場（ひがしおうみし そうごううんどうこうえん ぬのびきりくじょうきょうぎじょう）は、滋賀県東近江市の東近江市総合運動公園内にある陸上競技場。球技場としても使用される。施設は東近江市が所有し、美津濃株式会社を代表企業とする共同事業体「東近江スポーツみらい創発パートナーズ」が指定管理者として運営管理を行っている。2021年3月31日まで公益財団法人東近江市地域振興事業団が運用管理を行っていた。愛称は、布引グリーンスタジアム。

## 概要
布引運動公園内に2006年から4年の歳月をかけて建設され、2010年10月16日に竣工した。
2010年11月7日、こけら落としとして日本フットボールリーグ（JFL）のMIOびわこ草津×ガイナーレ鳥取の試合が行われた。
2018年4月21日と22日にももいろクローバーZのコンサート「ももクロ春の一大事2018 in 東近江市」を当競技場で開催し、二日間で32,574人を動員した。なお、コンサート自体は陸上競技場の南に隣接している多目的グラウンドで開催され、陸上競技場は物販等に使用された。

## 施設
- 日本陸上競技連盟第3種公認
- トラック　1周400m、直線100m9レーン
- フィールド　天然芝（106m×71m）
- 観客席　メインスタンド：1,860席、芝スタンド：3,200人
- 照明設備　簡易鉄塔式14基（照度の関係でJFL・Jリーグの試合ではナイター不可）
- 周辺施設　多目的グラウンド（補助競技場）、グラウンドゴルフ場など。また地震・台風などの防災拠点施設としても機能する
- 愛称　2009年に一般公募したが、正式採用作はなかった。しかし、応募作品を参考として、公園の周辺地域が緑地帯であるということから「布引グリーンスタジアム」という名称が付いた。

## アクセス
- 鉄道
  - 近江鉄道本線（水口・蒲生野線）大学前駅より徒歩で15分[1]
  - JR東海道本線（琵琶湖線）・近江鉄道八日市線（万葉あかね線）近江八幡駅よりタクシーで20分[1]
- 自動車
  - 名神高速道路八日市インターチェンジより10分[1]
  - 名神高速道路蒲生スマートインターチェンジより10分[1]

## フォトギャラリー

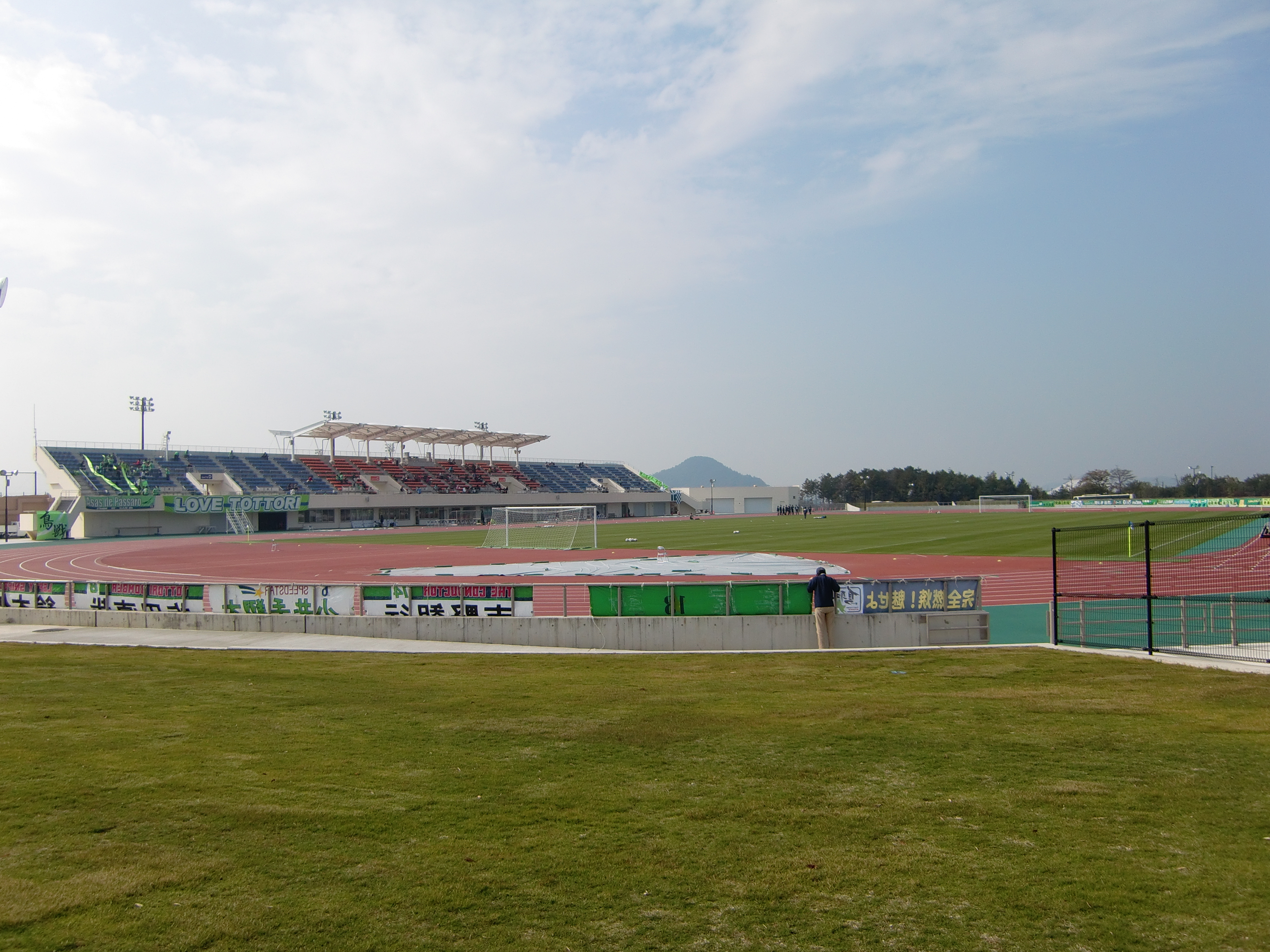
外側からフィールドを見る
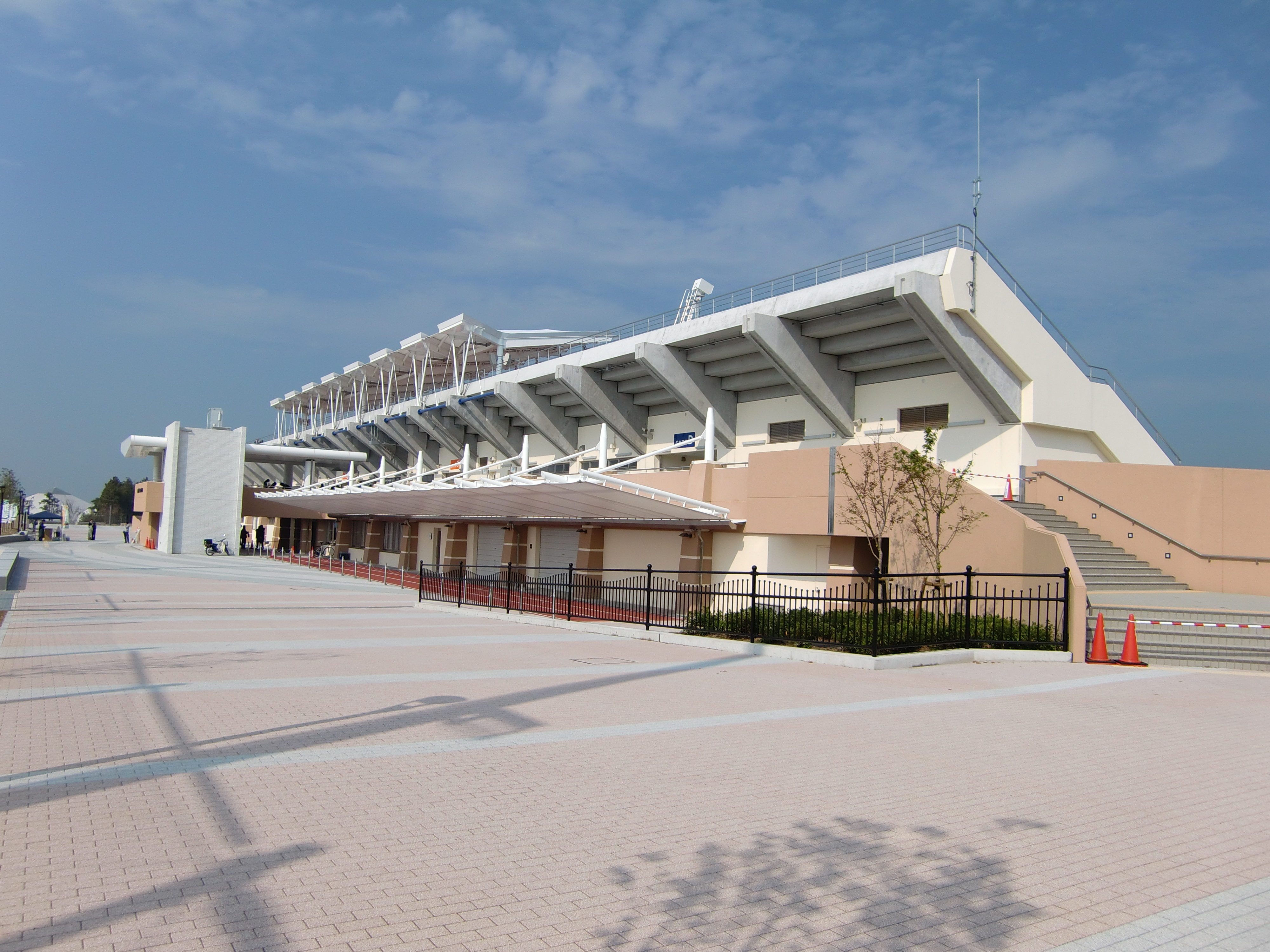
陸上競技場の外観
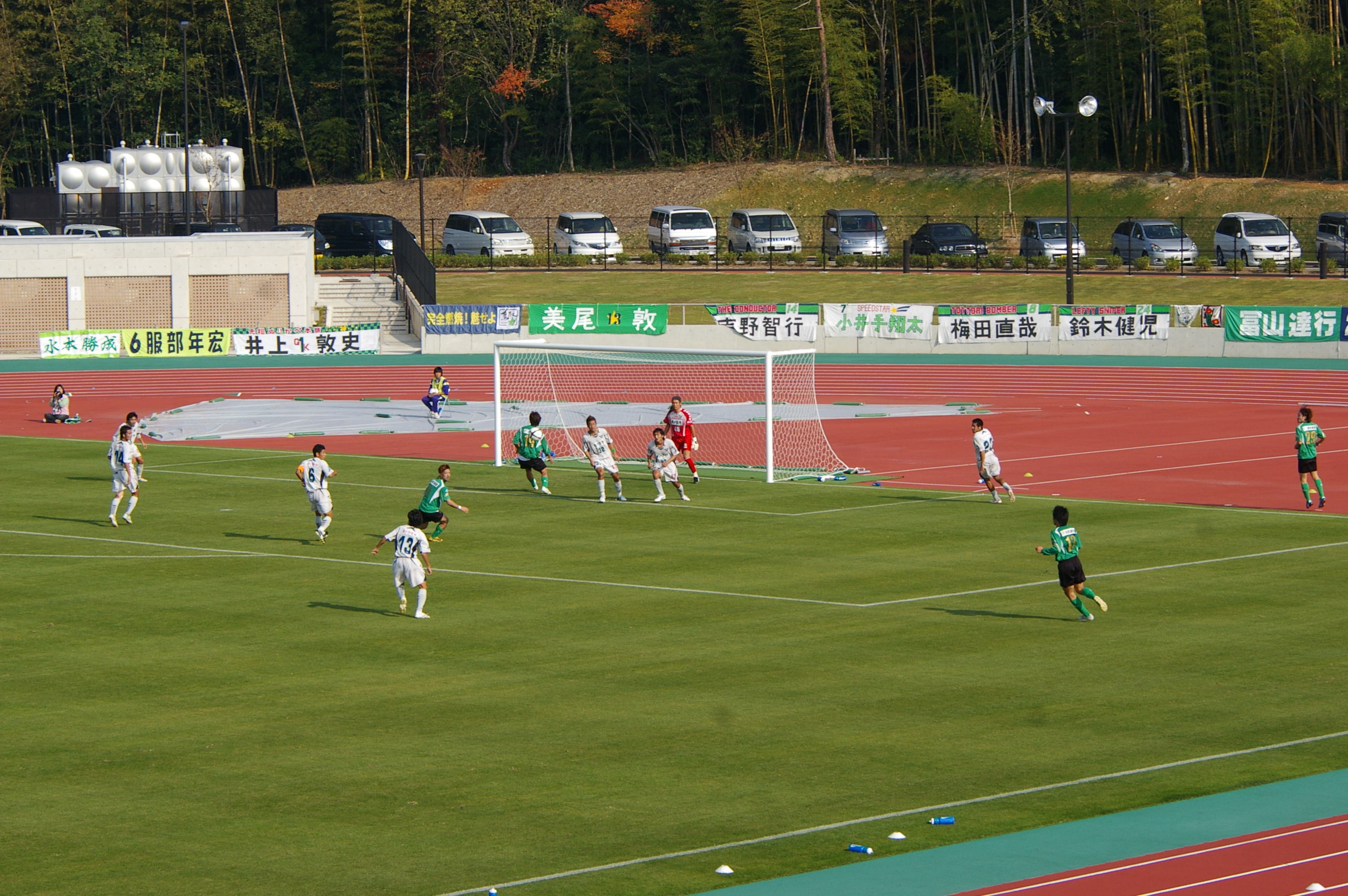
試合の様子
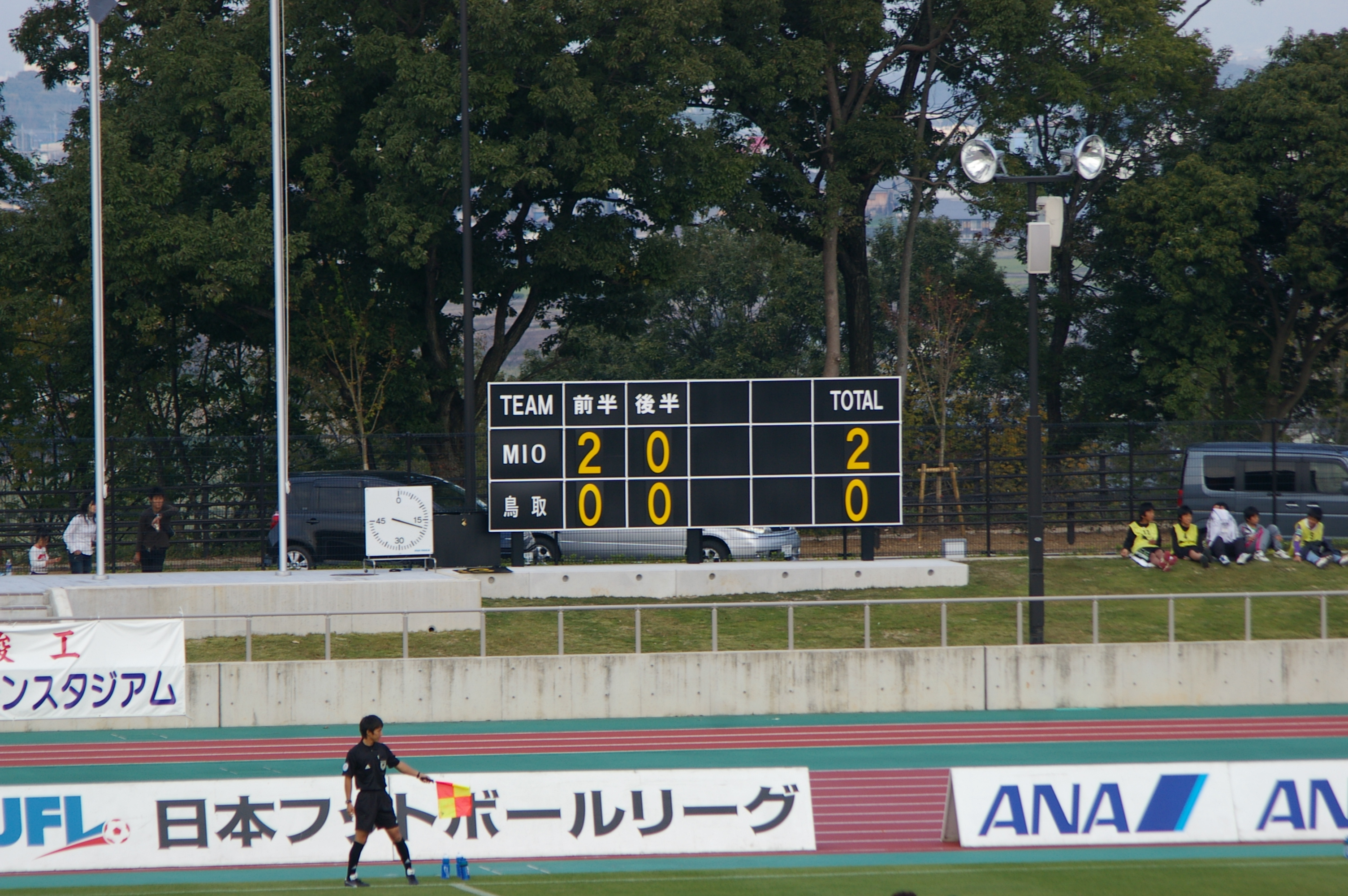
スコアボード